# Кормушка (рыбалка)
Кормушка (англ. feeder) — рыболовное приспособление, для приманивания рыбы к крючкам с наживкой или привлечения к месту ловли. Кормушки крепятся к леске при помощи различных видов оснастки (монтажа), на которых имеются один или несколько крючков для ловли рыбы. Кормушки заполняются прикормкой (различными видами каш, зерновых продуктов, производными пекарного производства, специализированными рыболовными прикормками) или личинками, а затем вместе с оснасткой помещаются в место ловли. Наибольшее распространение в странах Европы и бывшего СССР получили кормушки с грузом (груз-кормушки, фидерные кормушки), которые забрасываются с помощью удилища при методах ловли «фидер» и «донка».

## История
Поскольку прикармливание рыбы при её ловле имеет древнюю историю, то и использование для этого подходящих предметов зависело скорее от их наличия у рыболова, чем от прогресса рыболовной мысли. Первые задокументированные примеры использования таких предметов появляются практически сразу же после появления литературных описаний не аристократических видов ловли. Так, в 1828 году во Франции известен способ замешивания глины с личинками, комки которой надевались на леску и забрасывались в воду. Первый русскоязычный автор, Сергей Аксаков, уже в 1847 году описывает мешочки с камнем внутри, в которые вкладывалась прикормка. Леонид Сабанеев в 1885 году оставляет подробное описание и рисунок жестяных "снарядов" для опускания прикормки на дно, которые дошли до нашего времени практически неизменными в виде зимних кормушек. В рассказе Антона Чехова "Злоумышленник" (1885), основанном на реальных событиях, вся деревня использует в качестве рыболовных грузил крупные железнодорожные гайки - и вполне вероятно, что кто-нибудь из рыболовов мог догадаться забивать в гайку кашу или хлеб для прикармливания рыбы. Существуют многочисленные кормушки, изготовленные из подручных предметов и используемые для донной ловли в 1960-е - 1970-е годы в СССР. В 1968 году в журнале «Рыбоводство и рыболовство» описывалась кормушка, сделанная читателем из Ростова-на-Дону из алюминиевой баночки из-под лекарств: в баночке были сделаны отверстия для продевания лески и выхода прикормки, на дно залито около 30 г свинца.

### В Великобритании
Первая известная серийно выпускаемая модель груз-кормушек была запатентована в 1948 году английскими рыболовами Рональдом Масленом и Фредериком Уайлсом. Она представляла собой корпус с отверстиями, изогнутый из целлулоида, и свинцовый груз, загнутый вдоль боковой поверхности корпуса. Она поступила в свободную продажу под названием R. F. Swim Feeder (буквально — «подводная кормушка Р. и Ф.»), а в следующем году спортивная команда, оснащенная этими кормушками, выиграла два крупных рыболовных соревнования. В 1960-х годах аналогичная конструкция кормушек, отличавшаяся только наличием торцевых крышек, существовала в ассортименте производителя рыболовных снастей Pegley Davis (PDQ). Использование кормушек не было массовым, хотя есть отдельные свидетельства их применения известными спортсменами, в том числе при победах в соревнованиях. В начале 1970-х годов благодаря изобретению гибкого кончика удилища (англ. quiver-tip) и росту популяции усача в бассейнах рек Северн и Трент ловля с кормушками (англ. feeder fishing) начала применяться рыболовами чаще, как наиболее эффективный способ для ловли этой рыбы. Это привело к появлению в 1980-х годах нескольких серийных моделей кормушек (Drennan, Thamesley, Middy) с закрытым пластиковым копусом для заполнения опарышем (англ. maggot feeders). В 1989 году была выпущена в продажу первая модель кормушки из пластика, изготовленная методом литья под давлением и предназначенная для использования с прикормкой, то есть ставшая прародителем большинства современных пластиковых кормушек - Daiwa Harrier, автором которой был известный рыболов Рой Марлоу. В 1993 году Питер Дреннан начал производство первой пластиковой кормушки с решетчатым корпусом Drennan Gripmesh, продаваемой и поныне. В начале 2000-х годов сразу несколько оригинальных моделей вывела на рынок молодая компания Fox: в 1999 году - первую флэт-методную кормушку; в 2002 году начали производиться закрытые кормушки для опарыша Fox Swivel Finned Feeders и Free Flow Rotary End Feeders; в 2005 году из последней конструкции были убраны крышки, и получилась открытая кормушка для прикормки Fox Free Flow Open End; в свою очередь, эволюцией этой модели стали Free Flow Mesh (и Solid) Finned Feeders. В этих конструкциях были впервые использованы "крылья", модульный метод крепления груза и ушка, отлитый под давлением решетчатый корпус, залитый в пластик вертлюг - решения, предопределившие развитие кормушек на десятилетия. Кроме того, из Fox Swivel Finned Feeders известные рыболовы Боб Надд и Барри Смит вырезали первую кормушку с "окном", в 2009 году поступившую в продажу под названием Browning Window Feeder.

### В континентальной Европе
Ловля с кормушками распространилась в Нидерландах, Бельгии и Германии в 1990-е годы и набирала популярность в 2000-е и 2010-е годы. В отличие от Великобритании, где водоемы небольшие и без течения, Северная Европа имеет много широких и сильных рек, и для ловли в них местные рыболовы начали экспериментировать, изготавливая кормушки большего объема, более тяжелые, с возможностью дальнего заброса и удержания на сильном течении. Так, вероятно, в Нидерландах, в конце 90-х годов были впервые изготовлены металлические кормушки с кольцевым грузом, позже получившие в Германии название "кормушка-сопло" (нем. düsenkorb, отсюда русское "дюза"). Несмотря на то, что кормушки с вынесенным за пределы корпуса заостренным грузом, позволявшие забрасывать снасть максимально далеко, впервые поступили в продажу в Великобритании в 2001 году (Nisa Rocket Feeder), они были чрезвычайно хрупкими, поэтому в Западной Германии стали гораздо более популярны аналогичные самодельные конструкции из металла. Также местные рыболовы впервые начали оснащать кормушки проволочными "усами", которые цеплялись за дно и хорошо удерживали её на сильном течении. Однако в странах континентальной Европы производители рыболовных товаров довольствовались кустарным мелкосерийным производством металлических кормушек, в то время как некоторые английские производители переняли от них новые конструкции (Preston Dutch Master, Preston Distance), усовершенствовали их (NuFish Zippla, Guru X-Change) и выпустили в продажу.

### В странах бывшего СССР
Постепенное проникновение метода ловли с кормушками (получившего название "фидер") в восточную Европу в конце 2000-х годов, одновременно с дефицитом и дороговизной импортных кормушек, особенно пластиковых, привело к внезапному всплеску производства пластиковых кормушек в 2010-2011 годах в Украине. В течение года фирмы VEGas, Zeus, AXC и Feeder Sport начали производство аналогов Fox Free Flow Open End, каждый со своими конструктивными изменениями, а чуть позже сконструировали и собственные конструкции, из которых выделяются Feeder Sport P1 и VEGas Bullet - первые в мире пластиковые кормушки с вынесенным грузом. Позже производство пластиковых кормушек началось в России (Liman Fish, Касатка) и Беларуси (SportRB, «Сталкер»), но единственной оригинальной конструкцией стала Levsha Chameleon - кормушка, корпус которой изгибался из прозрачного ПЭТ-листа и стыковался со свинцовым грузом. В то же время, распространение фрезерных станков с ЧПУ позволило практически любому рыболову создавать собственные конфигурации металлических кормушек, в результате чего рыболовами наших стран было создано сотни вариаций, среди которых можно отметить два действительно новых и эффективных решения: это крупные выступы на грузе для удержания на течении ( "Аллигатор" Владимира Пугача, River фирмы Rig Pro, "Вампир" фирмы Ivva), а также уменьшение тощины кольцевого груза (кормушки Сергея Новосёлова, Алексея Хрулёва, Кирилла Горанского, X-Feeder), которое позволило улучшить всплытие и снизить сопротивление кормушек-"дюз" в воде. В начале 2020-х годов несколько оригинальных моделей кормушек из пластика было выпущено фирмой X-Feeder.

## Классификация
По методу использования:
- Фидерная кормушка изготавливается из металлического листа, проволоки или пластика. Как правило, снабжена дополнительным грузом, благодаря которому её можно забросить на существенное расстояние от берега. Вес кормушек для донной рыбалки варьируются от десятков до сотен граммов. Кормушки изготавливаются производителями рыболовных снастей или самими рыболовами-любителями. Как правило, кормушка используется при ловле мирной рыбы, набивается остро-пахнущими растительными питательными смесями, кашами, часто смешанными с животными насадками (черви, опарыши, мотыль).
- Кормушка для ловли с лодки представляет собой кошель (сетчатая сумка набитая кашей) или жестяную банку с отверстиями, которые опускаются на верёвке под лодку рыболова. Обычно такую кормушку используют при ловле на течении, она лежит на дне всё время ловли.
- Зимняя кормушка, применяемая на подлёдной ловле, фактически, это небольшой контейнер для доставки прикормки на дно, в место, где будут находиться крючки рыболова. Зимняя кормушка опорожняется и поднимается наверх[18].
- Кормушка для ловли хищных рыб имела широкое распространение в странах Западной Европы и США в XIX-XX веках. Представляла из себя плоскую металлическую банку с отверстиями и плотной крышкой. В неё укладывались куски привлекательной для хищных рыб еды (рыбного или животного мяса, креветок, требухи), запах которых распространялся через отверстия. Такие кормушки применялись для ловли как морской, так и пресноводной рыбы.
- Плавающая кормушка имеет поплавок, который удерживает её на поверхности. Из такой кормушки прикормка выпадает постепенно и медленно погружается на дно; крючок с наживкой располагается ниже кормушки в шлейфе прикормки. Применяется при поплавочной ловле на водоемах без течения.
- Штекерная кормушка представляет из себя чашу, которая крепится к концу штекерного или махового удилища, и во время ловли переворачивается для закорма рыбы.

По используемым материалам:
- Металлические. Как правило, емкость для прикормки делается из скрученных металлических листовых (сварной, перфорированной или просечно-вытяжной сетки) или вытяжных (проволока) материалов, а груз различной формы отливается из свинца. Такая технология позволяет производить кормушки кустарно, используя широко распространенные проволоку или строительные сетки, поэтому такие металлические кормушки производятся и продаются во всех регионах Европы. Отдельные производители рыболовных снастей изготавливают кормушки также цельнолитыми из цветных металлов; рыболовы-любители также изготавливают кормушки из труб, металлических банок и других подручных предметов методами сверления и фрезеровки.
- Пластиковые. Из пластика изготавливается только емкость для прикормки, а груз отливается из свинца и крепится расклепыванием, защелками, клеем, реже вплавляется в пластик. Заводские пластиковые кормушки изготавливаются методом литья под давлением, что требует дорогостоящего оборудования, поэтому выпускаются крупносерийно. Такая технология позволяет выпускать кормушки практически любой формы, чем активно пользуются производители, создавая различные специфические кормушки с различными дополнительными свойствами. Кустарно пластиковые кормушки можно изготавливать только из подручных предметов, поэтому они мало распространены.
- Плетеные. Изготавливаются из мешков для сельскохозяйственной продукции.

По конструкции:
- Классические фидерные кормушки (англ. open-end feeders). Корпус имеет форму цилиндра (реже параллелепипеда), а плоский груз закреплен вдоль одной боковой стороны. Такие кормушки первыми получили широкое распространение, отличаются простотой изготовления, имеют хорошее всплытие и низкое сопротивление при выматывании. Фидерные кормушки-"дюзы" ("стаканы"). Корпус имеет форму цилиндра, а груз имеет форму кольца и закреплен в торцевой части. Благодаря этому центр тяжести кормушки смещен к торцу, и она более стабильно ведет себя в полете, что позволяет забрасывать снасть дальше.
- Фидерные кормушки-"пули" (англ. bullet feeders). Корпус имеет форму цилиндра, а груз имеет аэродинамическую форму и крепится к торцевой части корпуса (чаще всего на расстоянии от него). Это смещает центр тяжести еще дальше, а также снижает сопротивление воздуха при полете, поэтому такие кормушки позволяют забрасывать снасть еще дальше. Как правило, такие конструкции имеют плохие гидродинамические свойства - плохо всплывают и тяжело выматываются.
- Методные кормушки (англ. method feeders). Корпус таких кормушек имеет не внутреннюю полость для прикормки, а внешние ребра, за которые удерживается липкая прикормка. Такие кормушки имеют широкое многообразие конструкций, могут изготавливаться из пластика или металла, но чаще всего - из проволоки.
- Флэт-методные кормушки (англ. flat method feeders). Это методные кормушки, одна из сторон которых выполнена плоской. Существует специальный метод ловли с использованием таких кормушек, который характеризуется использованием специальных насадок (бойлов), прикормок, материалов и видов оснасток.
- Гибридные методные кормушки (англ. hybrid method feeders). Методные кормушки, одна из сторон которых выполнена плоской, но вместо ребер кормушка имеет высокие бортики, удерживающие прикормку.
- Закрытые фидерные кормушки для личинок (англ. block-end maggot feeders). Кормушки, корпус которых имеет закрытую конструкцию (с крышками или в виде капсулы) с небольшими отверстиями, через которые живые личинки выползают наружу.
- Фидерные кормушки-"окна" (англ. window feeders). Кормушки, корпус которых имеет форму капсулы, но также одно широкое боковое отверстие для заполнения кормушки.
- Карповые кормушки. Кормушки, которые переворачиваются или раскрываются при ударе об воду или об дно.
- Макушатники. Кормушки, представляющие собой груз плоской формы, к которому специальным ремнем крепится твердая прикормка (макуха, жмых), а также несколько крючков.
- Конусные кормушки для пеллетса. Выполняются, как правило, из пластика, имеют конусную или цилиндрическую форму с одним открытым торцом. Предназначены для использования с крупными набухающими частицами прикормки (пеллетсом).